# Plochtchad Alexandra Nevskogo 2 (métro de Saint-Pétersbourg)
Pour les articles homonymes, voir Plochtchad Alexandra Nevskogo (homonymie).
Plochtchad Alexandra Nevskogo 2 (en russe : Пло́щадь Алекса́ндра Не́вского-2) est une station de la ligne 4 du Métro de Saint-Pétersbourg. Elle est située Elle est située sous la place éponyme Plochtchad Alexandra Nevskogo, dans le raïon Central à Saint-Pétersbourg en Russie.
Mise en service en 1985, elle est desservie par les rames de la ligne 4 du métro de Saint-Pétersbourg. Elle est notamment en correspondance directe avec la station Plochtchad Alexandra Nevskogo 1, desservie par la ligne 3.

## Situation sur le réseau

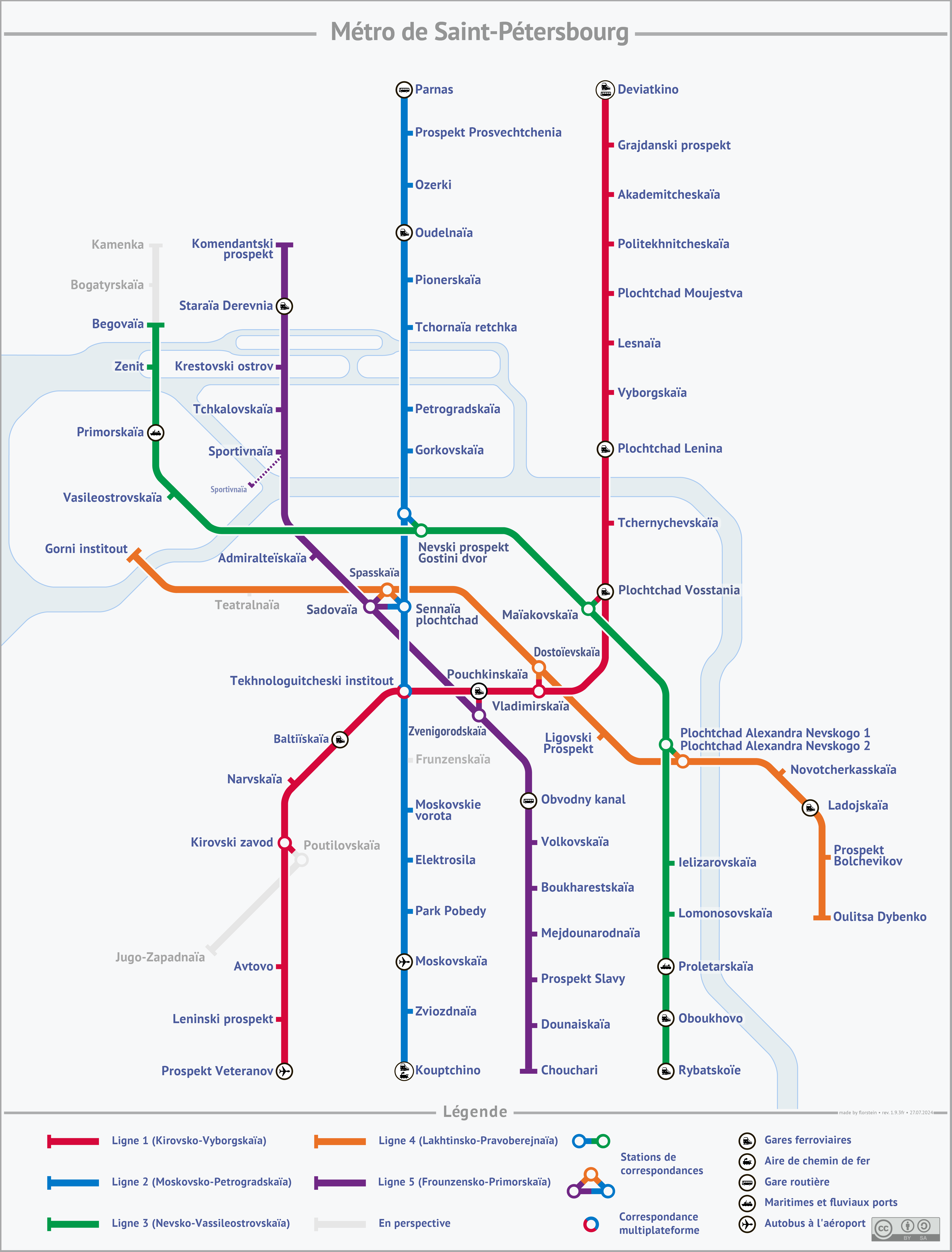
Plan du métro.

Établie en souterrain, à 60 mètres de profondeur,'Plochtchad Alexandra Nevskogo 2 est une station de passage de la ligne 4 du métro de Saint-Pétersbourg. Elle est située entre la station Ligovski prospekt, en direction du terminus ouest Spasskaïa, et la station Novotcherkasskaïa en direction du terminus estOulitsa Dybenko.
La station dispose d'un quai central encadré par les deux voies de la ligne.

## Histoire
La station Plochtchad Alexandra Nevskogo 2 est mise en service le 30 décembre 1985, lors de l'ouverture à l'exploitation de la première section de la ligne de Plochtchad Alexandra Nevskogo 2 à Prospekt Bolchevikov. Elle doit son nom à la place éponyme proche du pavillon de surface nommée en référence à Alexandre Nevski.

## Services aux voyageurs

### Accès et accueil
La station dispose d'un pavillon d'accès en surface, en relation avec le quai par un tunnel en pente équipé de trois escaliers mécaniques, se poursuivant par deux escaliers fixe parallèles de quatre marches un couloir donnant sur un palier qui permet de rejoindre l'ouest du quai de la station par un escalier fixe. À l'est du quai une relation piétonne souterraine permet les correspondances avec le quai de la station Plochtchad Alexandra Nevskogo 1.

Installations
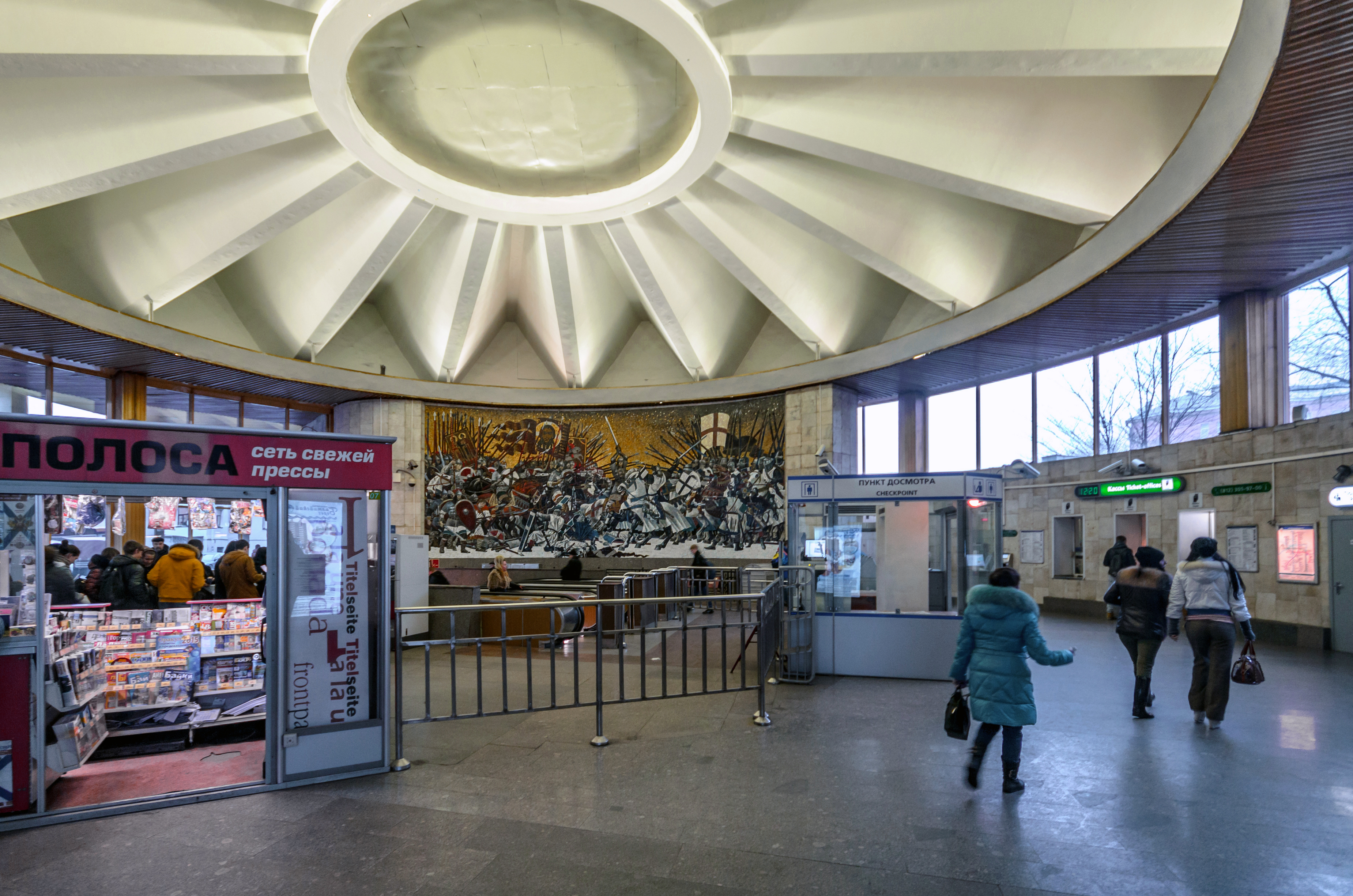
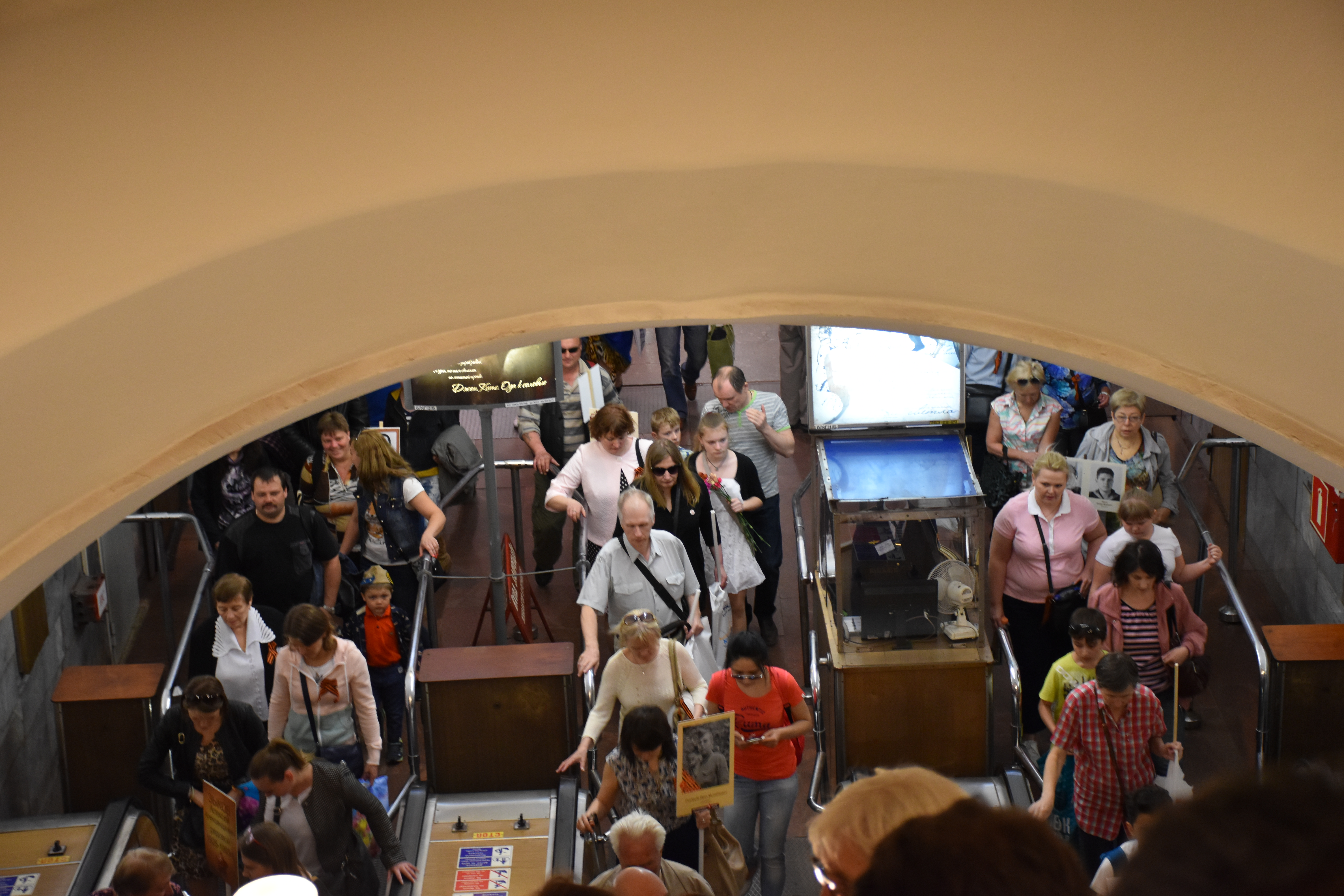
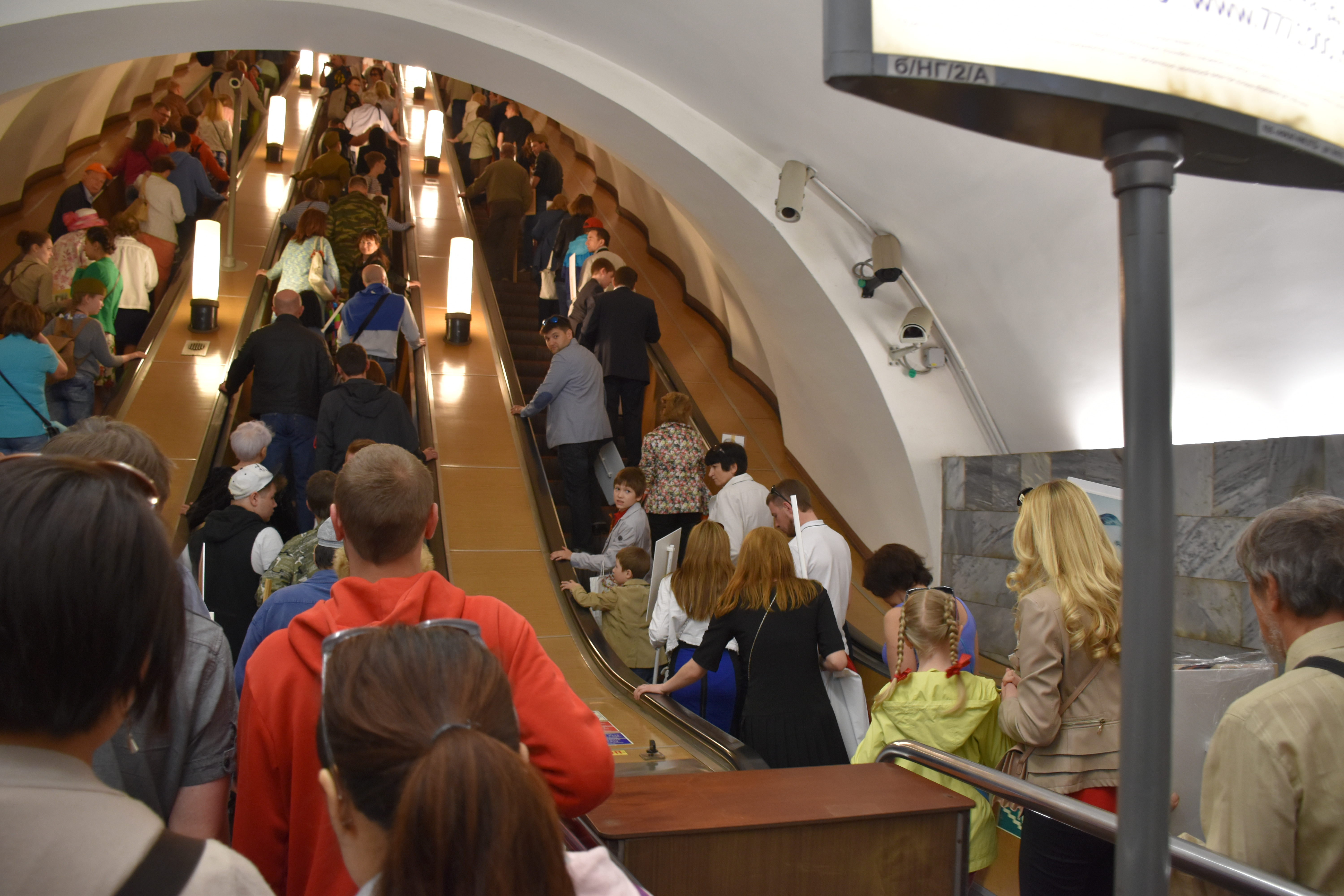

### Desserte
Plochtchad Alexandra Nevskogo 2 est desservie par les rames de la ligne 4 du métro de Saint-Pétersbourg.

Installations et desserte
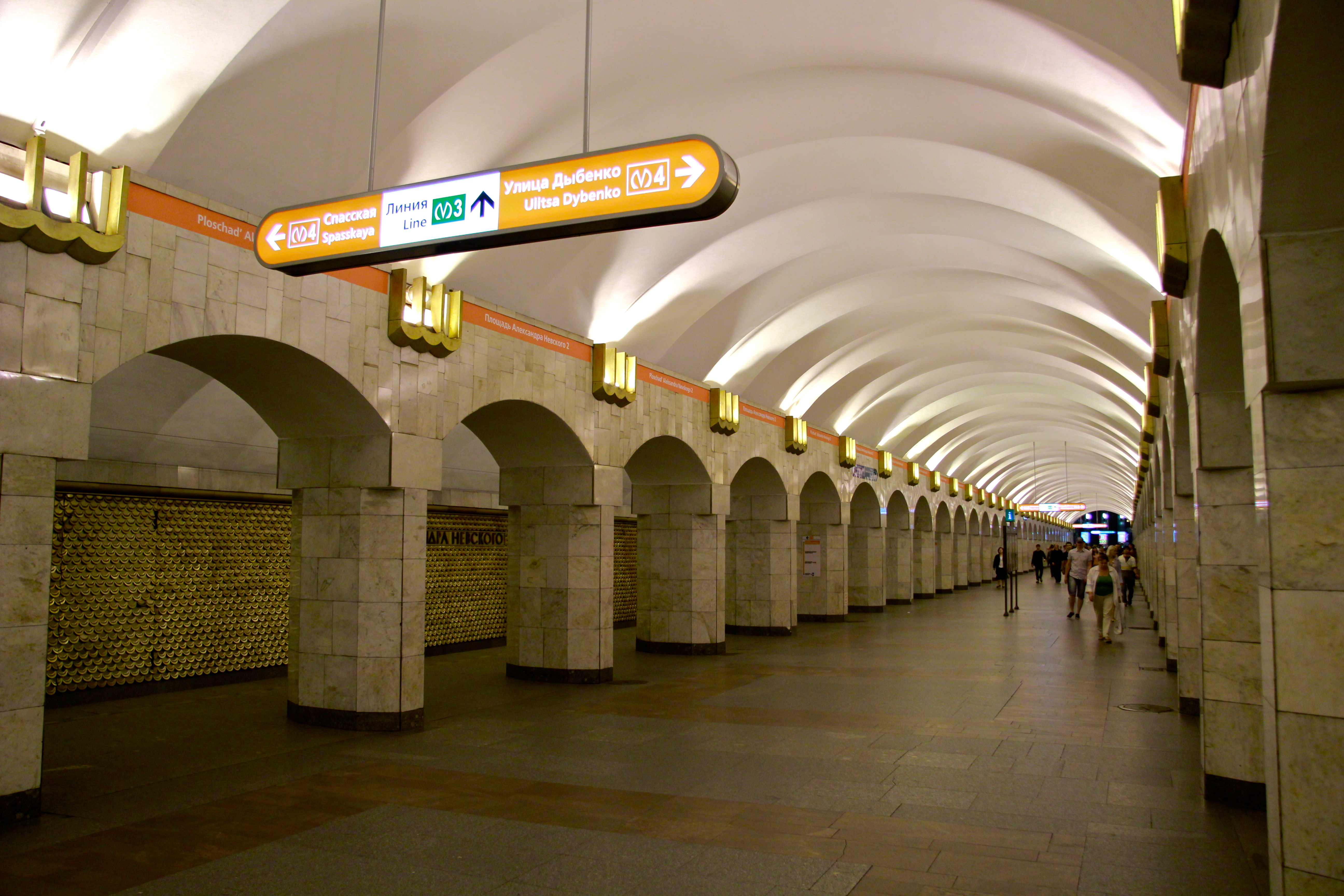
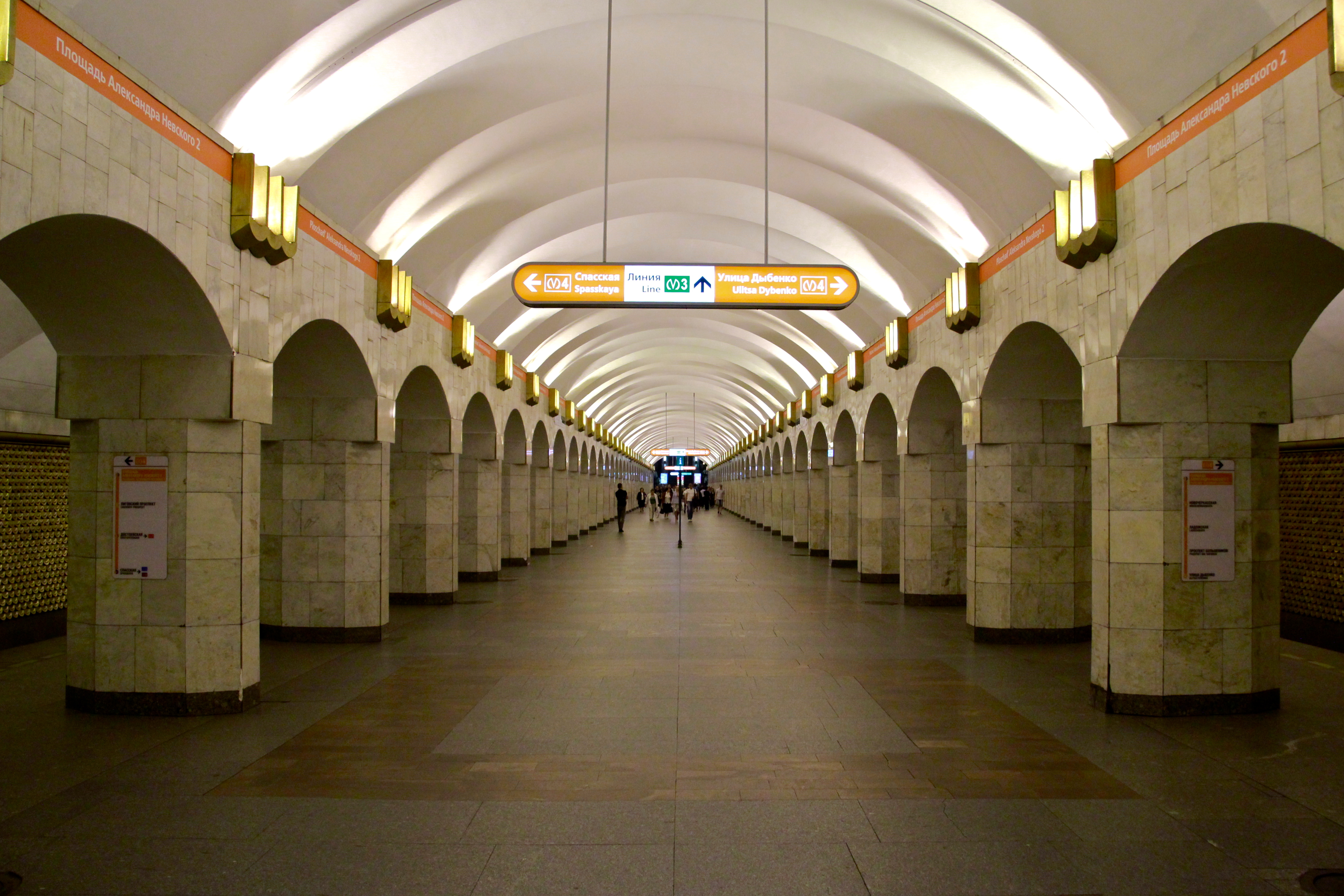
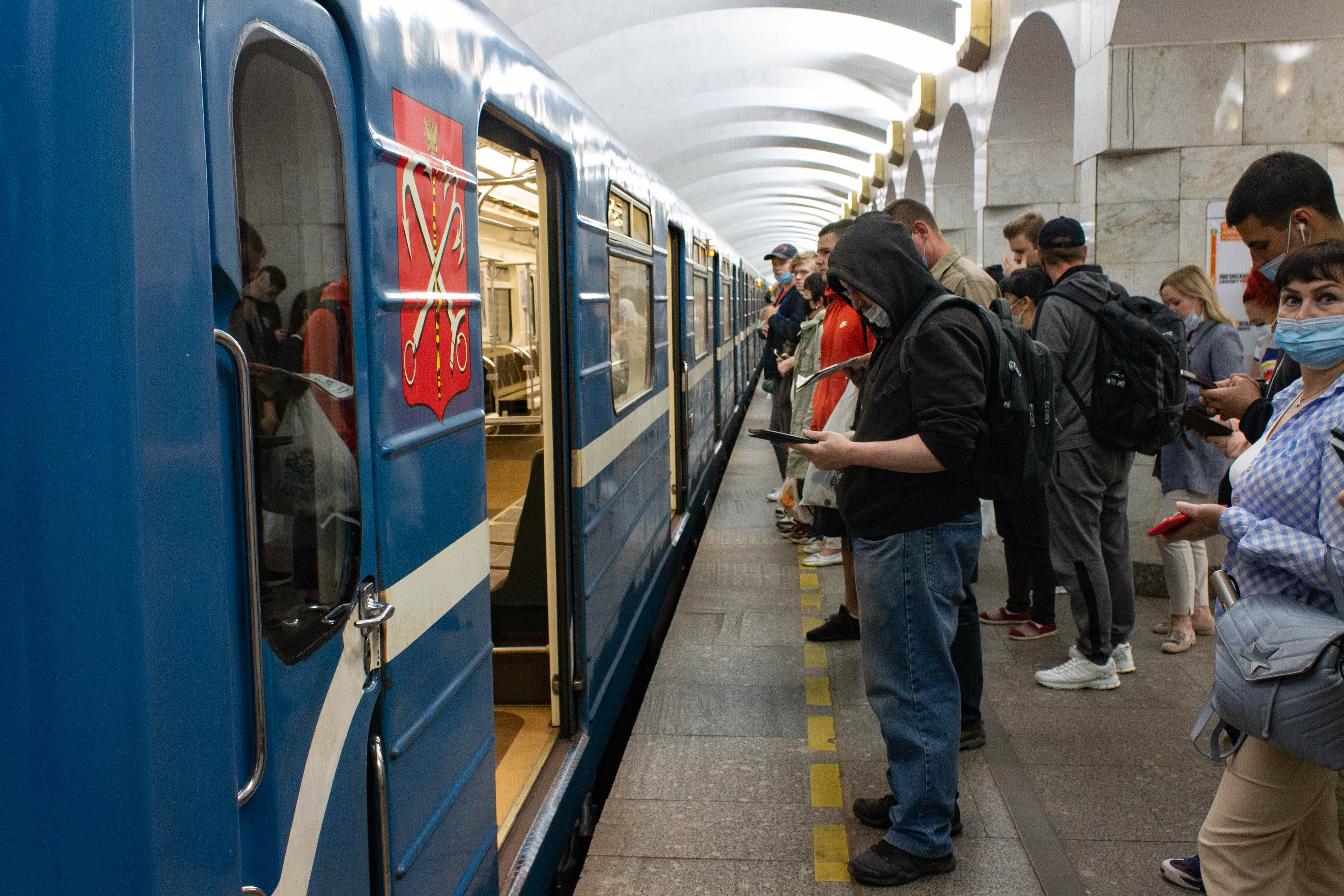

### Intermodalité
Elle est en correspondance directe, par une relation piétonne souterraine entre l'est du quai de la station et le sud du quai de la station Plochtchad Alexandra Nevskogo 2. À proximité une station du tramway de Saint-Pétersbourg est desservie par les lignes 7, 24 et 65 ; des arrêts des Trolleybus de Saint-Pétersbourg sont desservis par les lignes 1, 14, 16, 22 et 33 ; et des arrêts de bus sont desservis par de nombreuses lignes.